# Alexandra Krosney
Alexandra Krosney (Los Ángeles, California, 28 de enero de 1988) es una actriz y actriz de voz estadounidense. Es conocida por haber interpretado a Kristin Baxter en la comedia de ABC Last Man Standing durante la primera temporada del programa.

## Carrera
Ha participado haciendo pequeños papeles en varias series de televisión como Bones, Lost, Cory in the House, ER, Nikita, Numb3rs, NCIS y la serie animada Transformers: Prime.
Krosney también apareció en varias películas de televisión, como la película original de Disney Channel Read It and Weep, y las películas originales de Nickelodeon Shredderman Rules y The Last Day of Summer.
De 2011 a 2012, coprotagonizó la comedia de ABC Last Man Standing, protagonizada por Tim Allen. El 11 de junio de 2012, se anunció que Krosney fue despedida del programa por razones creativas no especificadas. Fue reemplazada por Amanda Fuller a partir de la temporada 2.

## Filmografía

### Películas
| Año  | Título             | Papel                          | Notas        |
| ---- | ------------------ | ------------------------------ | ------------ |
| 2013 | The Pinhole Effect | Lillie                         | Cortometraje |
| 2015 | Barely Lethal      | Cindy                          |              |
| 2015 | Funny Woman        | Chica inteligente de la tienda |              |
| 2016 | Twenty-Three Pints | Leanne                         | Cortometraje |

### Televisión
| Año       | Título                             | Papel                     | Notas                                    |
| --------- | ---------------------------------- | ------------------------- | ---------------------------------------- |
| 2002      | The Grubbs                         | Cricket                   | Piloto cancelado                         |
| 2003      | Without a Trace                    | Joven Lianna Sardo        | 1 episodio                               |
| 2003      | Family Affair                      | Remy                      | 3 episodios                              |
| 2004      | ER                                 | Trina                     | 1 episodio                               |
| 2005      | Grounded for Life                  | Angelica                  | 1 episodio                               |
| 2005      | Crossing Jordan                    | Leann Dawber              | 1 episodio                               |
| 2005      | Strong Medicine                    | Francis Raibly            | 1 episodio                               |
| 2006      | NCIS                               | Nadia Harcourt            | 1 episodio                               |
| 2006      | Bones                              | Amy Cullen                | 1 episodio                               |
| 2006      | Read It and Weep                   | Harmony                   | Película original de Disney Channel      |
| 2007      | Numbers                            | Josephine Kirtland        | 1 episodio                               |
| 2007      | Without a Trace                    | Rebecca Howard            | 1 episodio                               |
| 2007      | Shredderman Rules                  | Tina Atkins               | Película de televisión                   |
| 2007      | The Last Day of Summer             | Diana Malloy              | Película de televisión                   |
| 2008      | Cory in the House                  | Blonde Ashley             | 1 episodio                               |
| 2008      | Criminal Minds                     | Eileen Bechtold           | 1 episodio                               |
| 2009      | Lost                               | Ellie                     | Episodio: "Jughead"                      |
| 2009      | CSI: Crime Scene Investigation     | Silver                    | 1 episodio                               |
| 2009      | Surviving Suburbia                 | Rhonda                    | Papel recurrente                         |
| 2009      | Psych                              | Lucy Ryan                 | 1 episodio                               |
| 2010      | Medium                             | Keelin McKinney           | 1 episodio                               |
| 2010      | Nikita                             | Sara                      | 1 episodio                               |
| 2010-2012 | Transformers: Prime                | Sierra                    | Voz; 3 episodios                         |
| 2011-2012 | Last Man Standing                  | Kristin Baxter            | Papel principal (solo en la temporada 1) |
| 2013      | Emily Owens, M.D.                  | Liz Barnes                | 1 episodio                               |
| 2014      | Rainbow Brite                      | Stormy / Canario Amarillo | Voz; 3 episodios                         |
| 2015      | Aquarius                           | Señorita Jens             | 1 episodio                               |
| 2015      | Keith Broke His Leg                | Ella misma                | Serie web                                |
| 2015      | Self Promotion                     | Katie Preston             | Piloto no emitido                        |
| 2021      | Archibald's Next Big Thing Is Here | Bethecca                  | 2 episodios                              |